# Глива покрита
Гли́ва покрита (Pleurotus calyptratus) — вид базидіомікотових деревних грибів родини плевротових.

## Опис
Шапинка розміром 3-5 (8) см, сидяча, спочатку ниркоподібна, потім — віялоподібна бічна, із загорнутим або загнутим вниз краєм, біля основи — опукла, гладка, гола, трохи липка. Колір — коричнево-сірий або шкіряно-коричнюватий, іноді з мокрими радіальними смугами, в суху погоду — сіро-сталевий радіально-блискучий, вицвітає до білого. Пластинки середньої частоти, широкі, радіально-віялоподібні з нерівним краєм, жовтувато-шкіряного кольору, спочатку прикриті товстим світлим плівчастим покривалом, яке залишається по краю капелюшки
М'якоть м'ясиста, щільна, гумова, білувата із запахом сирої картоплі.

## Розповсюдження
Плодове тіло з'являється з кінця квітня до липня (масово в травні), на сухостійних та повалених осиках, нечасто, групами, щорічно. Вид поширений у Центральній та Північній Європі.

## Вживання
Гриб практично не їстівний через гумоподібну щільну м'якоть.